# Dwight Howard
Dwight David Howard (Atlanta, 8 dicembre 1985) è un cestista statunitense, di ruolo centro.

## Caratteristiche tecniche
Howard gioca nel ruolo di centro. È considerato tra i migliori difensori della sua epoca grazie alle sue doti nei rimbalzi e nelle stoppate: in carriera ha vinto tre volte il riconoscimento di NBA Defensive Player of the Year Award, per due volte è stato miglior stoppatore NBA e dal 2008 al 2012 miglior rimbalzista. Abile nelle schiacciate, ha vinto l'NBA Slam Dunk Contest nel 2008. Non eccelle nei tiri liberi: nella sua carriera NBA ha una media di circa il 57% di realizzazioni.

## Carriera

### High school
Howard ha incominciato a giocare alla Southwest Atlanta Christian Academy, un'accademia privata, che possiede uno dei migliori programmi di pallacanestro degli interi Stati Uniti d'America. È stato premiato con numerosi premi liceali, incluso il Gatorade National Boys Basketball Player of the Year, nel 2003-04.

### Orlando Magic (2004-2012)
Nel 2004 Howard si rende eleggibile per il draft NBA, volendo così tentare l'arduo salto direttamente tra i professionisti, senza andare al college.
Ma la scelta si dimostra azzeccata, visto che gli Orlando Magic lo scelgono con la prima scelta assoluta, passando così davanti al favorito Emeka Okafor, fresco di titolo di campione NCAA con UConn.
Howard dimostra nelle sue prime due stagioni in NBA, di essere all'altezza, e accumula prestazioni esaltanti, soprattutto in difesa e a rimbalzo, mandando a referto una doppia-doppia (più di 10 punti e 10 rimbalzi) di media per ogni incontro fin dal primo anno nella Lega.
Nella prima parte della regular season 2007-08 mantiene una media di 23,5 punti e 14 rimbalzi, mostrando enormi progressi offensivi, contribuendo così a riportare Orlando tra le prime squadre della Eastern Conference.
Leader indiscusso dei Magic, è considerato da molti fan ed esperti l'erede naturale di Shaquille O'Neal. Il 17 febbraio 2008 ha giocato il suo primo All-Star Game come titolare scelto dai tifosi e non più come riserva. In questa stessa edizione dell'All-Star Game, Dwight Howard vince lo Slam Dunk Contest, alla sua seconda partecipazione, sbaragliando la concorrenza del campione uscente Gerald Green grazie a una schiacciata spettacolare eseguita con indosso un vestito da Superman (guadagnandosi così il soprannome). Soprattutto grazie al suo apporto gli Orlando Magic arrivano ai play-off con la testa di serie nº 3 nella Eastern Conference (Dwight Howard conclude la regular season 2007-08 con una doppia doppia di media: 20,7 punti e 14,2 rimbalzi) e vincono anche agevolmente la prima fase contro i Toronto Raptors. Durante questa serie Dwight diventa il primo giocatore da quasi 40 anni a realizzare due 20+20 consecutivi ai play-off (Nate Thurmond l'ultimo nel 1969), e nel resto della serie ne realizza anche un terzo. Tuttavia Howard e i suoi compagni devono arrendersi ai Detroit Pistons nelle semifinali di Conference.

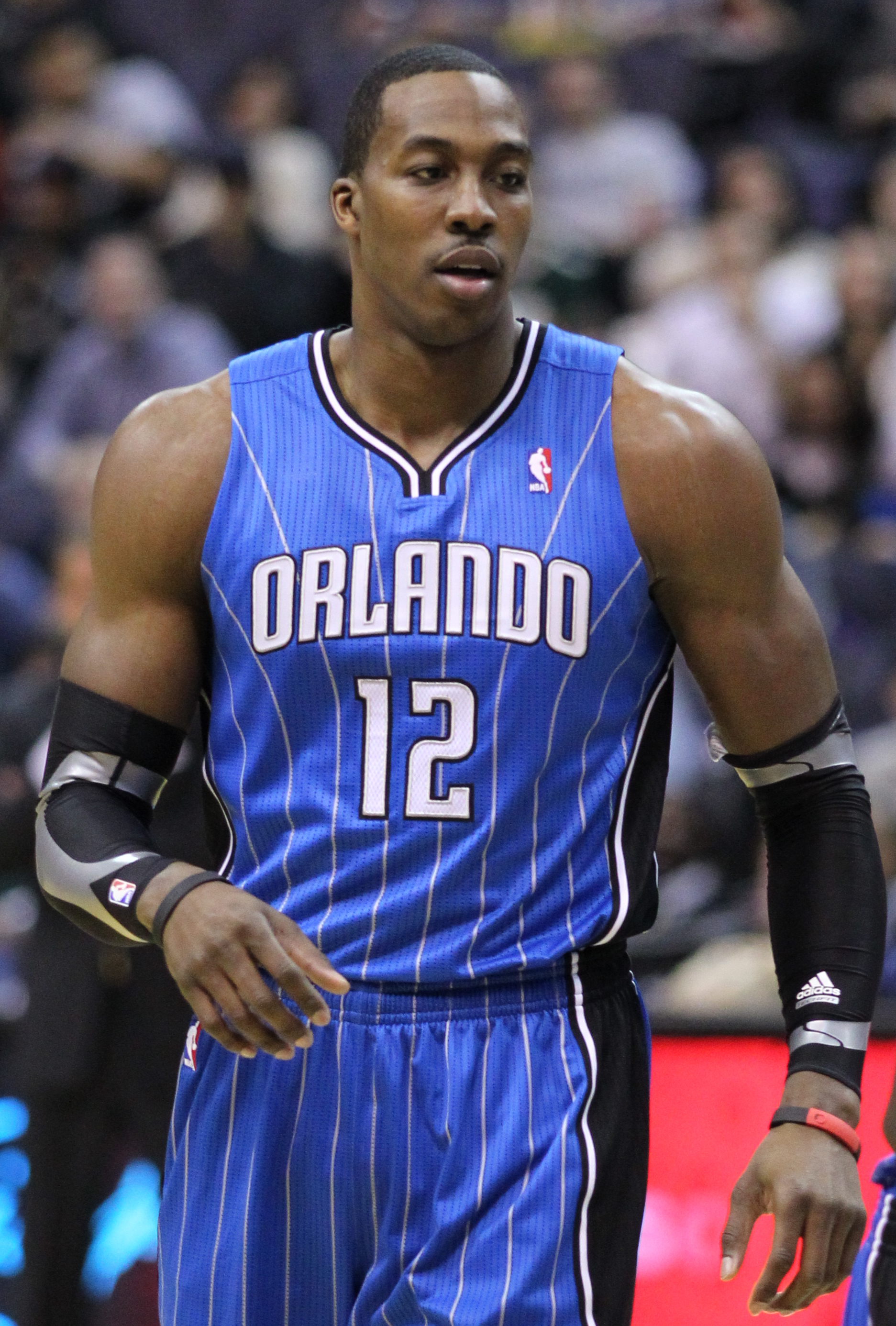
Dwight Howard con la casacca dei Magic nel 2011.

Nella stagione 2008-09 guida la lega in rimbalzi e stoppate, il quinto giocatore di sempre a riuscirci, e conquista il titolo di Difensore dell'anno (nessuno lo aveva fatto a soli 24 anni).
Durante questa stagione, Howard guida i suoi Orlando Magic ai playoff, sempre con la testa di serie nº 3, battendo in ordine Philadelphia Sixers (6 gare); Boston Celtics (7 gare) e i Cleveland Cavaliers di LeBron James in sei gare, portando così la sua squadra alle finali NBA (la loro prima finale dal 1995) contro i Los Angeles Lakers (poi persa in cinque gare). Durante la serie contro i Cavaliers, nella decisiva gara-6, realizza una prestazione da 40 punti (career high) e 14 rimbalzi. Nella stagione successiva Howard continua a essere il miglior centro della Lega, riconfermandosi come il miglior stoppatore e il miglior rimbalzista, e facendo registrare anche la più alta media realizzativa, pur calando leggermente nei punti segnati. Al termine della regular season, dove i Magic fanno registrare il secondo miglior record della NBA, conquista il suo secondo premio consecutivo come miglior difensore.
Ai play-off i Magic stavolta si fermano in finale di Conference contro i Celtics vincitori in sei gare dopo aver battuto sia gli Charlotte Bobcats sia gli Atlanta Hawks in quattro gare.
Nonostante sia attualmente considerato uno dei migliori centri della NBA, Howard però subisce anche alcune critiche, in special modo riguardo alla mancanza di un affidabile tiro dalla media distanza e alla scarsa varietà nei movimenti spalle a canestro: decide allora di affidarsi a un vero esperto del settore, il grande ex-centro dei Rockets Hakeem Olajuwon, con cui si allena nell'estate 2010. Olajuwon è convinto che Howard sia già il miglior centro NBA, ma nonostante questo possa ancora migliorare molto.
Nella stagione 2010-11 Howard guida i Magic in punti segnati (22,8), rimbalzi (14,1), stoppate (2,4) e percentuale di tiro dal campo (59,3%) e diventa il primo giocatore della storia NBA a vincere il premio di Miglior difensore dell'anno per la terza volta consecutiva. Alla fine della stagione regolare Orlando ha la testa di serie n. 4 nella Eastern Conference con un record di 52 vinte e 30 perse. Nei Playoffs incontrano gli Atlanta Hawks che eliminano Orlando in sei gare nonostante 6 doppie doppie consecutive da parte del centro dei Magic.
Viene inserito nel quintetto base della NBA Eastern Conference per l'edizione 2012 dell'NBA All-Star Game. Il 20 aprile 2012 si sottopone a un'operazione alla schiena per un'ernia al disco, compromettendo così la sua partecipazione a play-off e alle olimpiadi. Lascia gli Orlando Magic con 11.435 punti realizzati (18,41 di media) in 621 gare.

### Los Angeles Lakers (2012-2013)

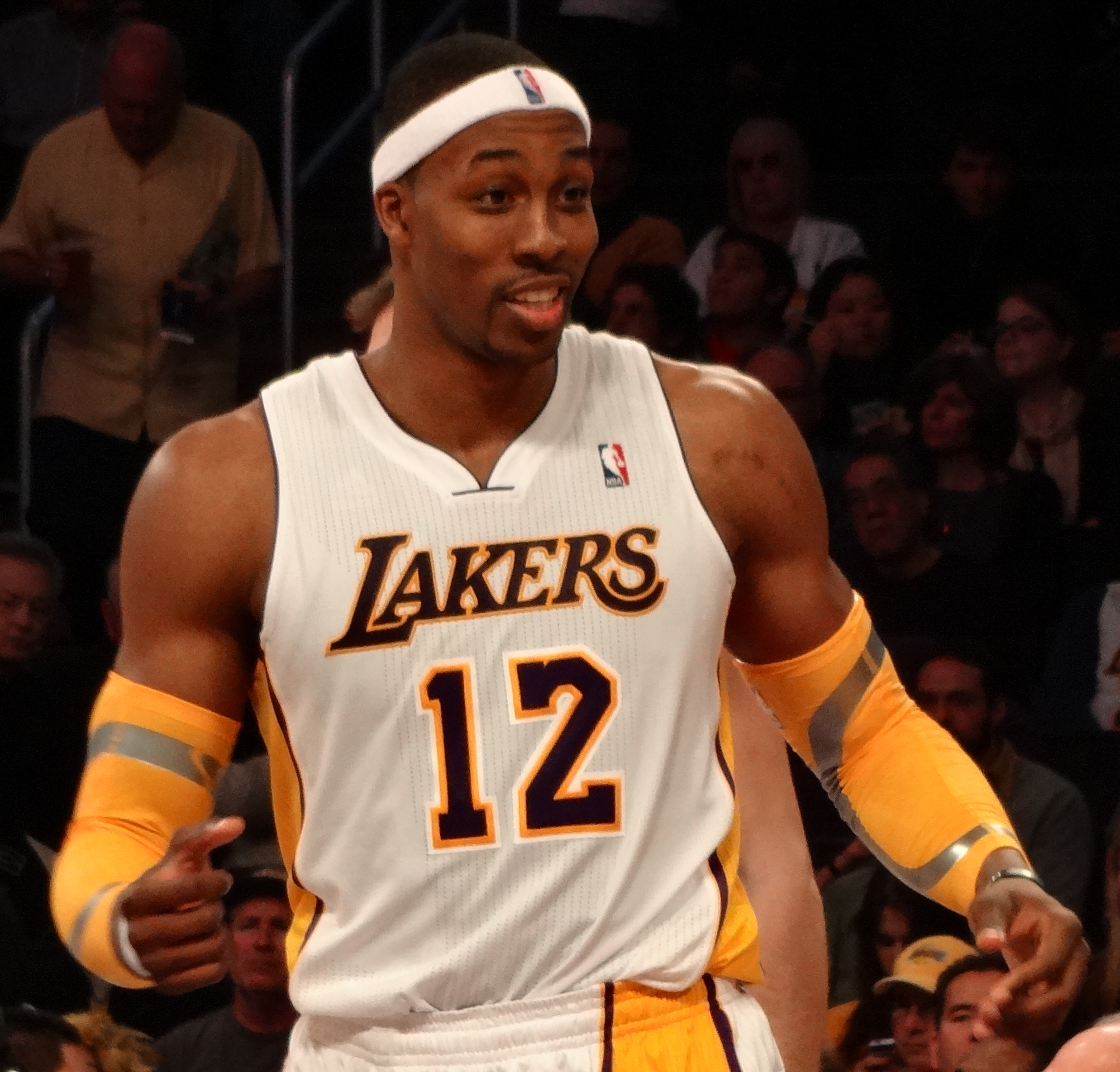
Howard in maglia Lakers nel 2013.

Dopo mesi di voci e trattative, il 10 agosto 2012 i Magic accontentano il desiderio di cambiare squadra di Howard, cedendolo ai Los Angeles Lakers in un giro a 4 squadre che include anche i Philadelphia 76ers e i Denver Nuggets. Howard arriva ai Lakers convinto che la nuova squadra sia una da titolo, sicché il quintetto base era composto da Steve Nash, Kobe Bryant, Metta World Peace, Pau Gasol e lui. Purtroppo la strada si rivela in salita e dopo anche un cambio d'allenatore (da Mike Brown a Mike D'Antoni) alla fine la franchigia californiana si qualifica settima. Howard vince il titolo di miglior rimbalzista NBA, concludendo con 12,4 rimbalzi a cui vanno aggiunti i 17,1 punti e le 2,4 stoppate di media. Ai Playoffs i Lakers, privi di Kobe Bryant infortunato, escono al primo turno eliminati facilmente dagli Spurs (poi finalisti) per 4-0, con Howard che viene espulso in gara-4.

### Houston Rockets (2013-2016)

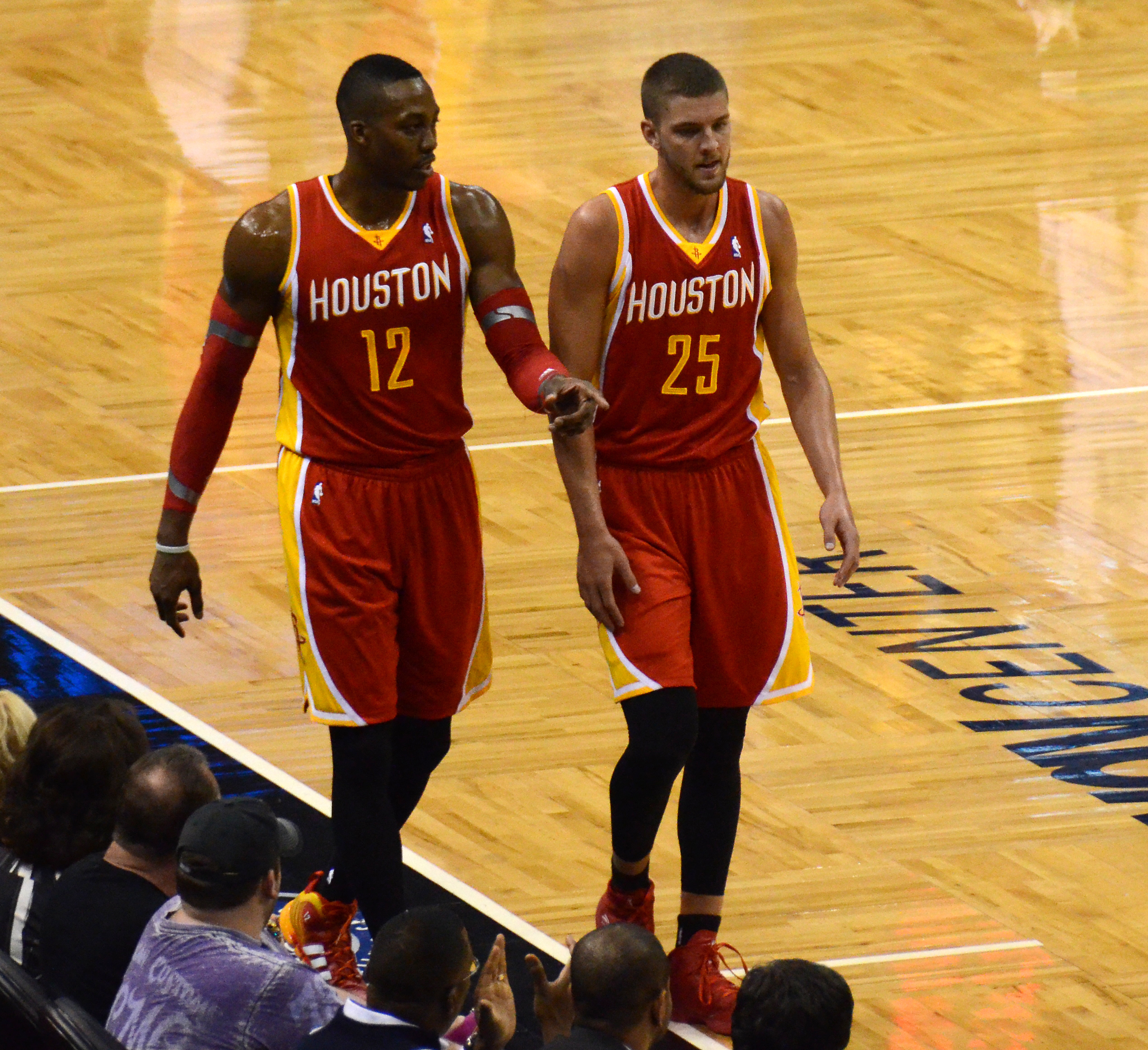
Howard e Chandler Parsons. I due furono compagni per un anno a Houston nel 2014.

Il 5 luglio 2013, dopo aver valutato le offerte dei Lakers, dei Dallas Mavericks, degli Atlanta Hawks e degli Houston Rockets, sceglie di accettare quella di questi ultimi lasciando così la franchigia gialloviola dopo un solo anno. Qualche giorno dopo firma con la squadra texana un contratto quadriennale da 88 milioni di dollari. A Houston trova un'altra stella NBA come James Harden, con cui forma sulla carta una delle coppie più forti della lega. Chiude la sua prima stagione in Texas con 18,3 punti e 12,2 rimbalzi di media, venendo anche eletto nell'All-NBA Second Team. Ai play-off chiude con 26 punti e 13,7 rimbalzi di media, ma i Rockets vengono eliminati sorprendentemente al primo turno dai Portland Trail Blazers in 5 gare.
Dopo aver giocato 10 delle prime 11 partite della stagione 2014-15, è costretto a saltare le successive 11 partite a causa di un infortunio al ginocchio destro per poi tornare in campo il 13 dicembre contro i Denver Nuggets, raggiungendo anche 10.000 rimbalzi in carriera. Il 31 gennaio 2014, tuttavia, è stato nuovamente costretto a fermarsi per i suoi problemi al ginocchio, rimanendo fermo per circa due mesi e saltando 26 partite. Il 25 marzo torna in campo contro i New Orleans Pelicans, giocando per 17 minuti e realizzando 4 punti e 7 rimbalzi. Nel corso della stagione ha disputato solo 41 partite a causa dei suoi problemi fisici. Nonostante ciò i Rockets hanno ottenuto il loro primo titolo di divisione dopo 20 anni e sono arrivati fino alle finali di conference, dove sono stati sconfitti per 4-1 dai Golden State Warriors poi campioni NBA.
Il 4 novembre 2015 ha realizzato 23 punti e 5 rimbalzi contro gli Orlando Magic; in questa partita, grazie al suo 10/10 al tiro, è diventato il primo giocatore dei Rockets a realizzare almeno 10 tiri senza errori da quando Yao Ming fece 12/12 nel 2009. Il 26 dicembre ha raggiunto il traguardo dei 15.000 punti nel corso della sconfitta contro i New Orleans Pelicans. Il 18 gennaio 2016, nel corso della sconfitta ai tempi supplementari contro i Los Angeles Clippers, ha realizzato 36 punti e 26 rimbalzi, chiudendo con la sua decima doppia doppia consecutiva (la più lunga nella lega in quel momento) e realizzando la sua striscia più lunga dopo quella di 14 partite nella stagione 2012-13. Nel corso della stagione i Rockets ottengono una serie di risultati deludenti, che costano il licenziamento all'allenatore Kevin McHale; lo stesso Howard viene accusato di essere uno delle principali cause della crisi della franchigia texana a causa delle sue prestazioni molto al di sotto di quanto mostrato negli anni precedenti. Alla fine della stagione regolare i Rockets si qualificano ai play-off in ottava posizione, ma vengono eliminati al primo turno per 4-1 dai Golden State Warriors. Il 22 giugno 2016 decide di non esercitare la sua opzione da 23 milioni di dollari per la stagione successiva, diventando così free agent.

### Atlanta Hawks (2016-2017)

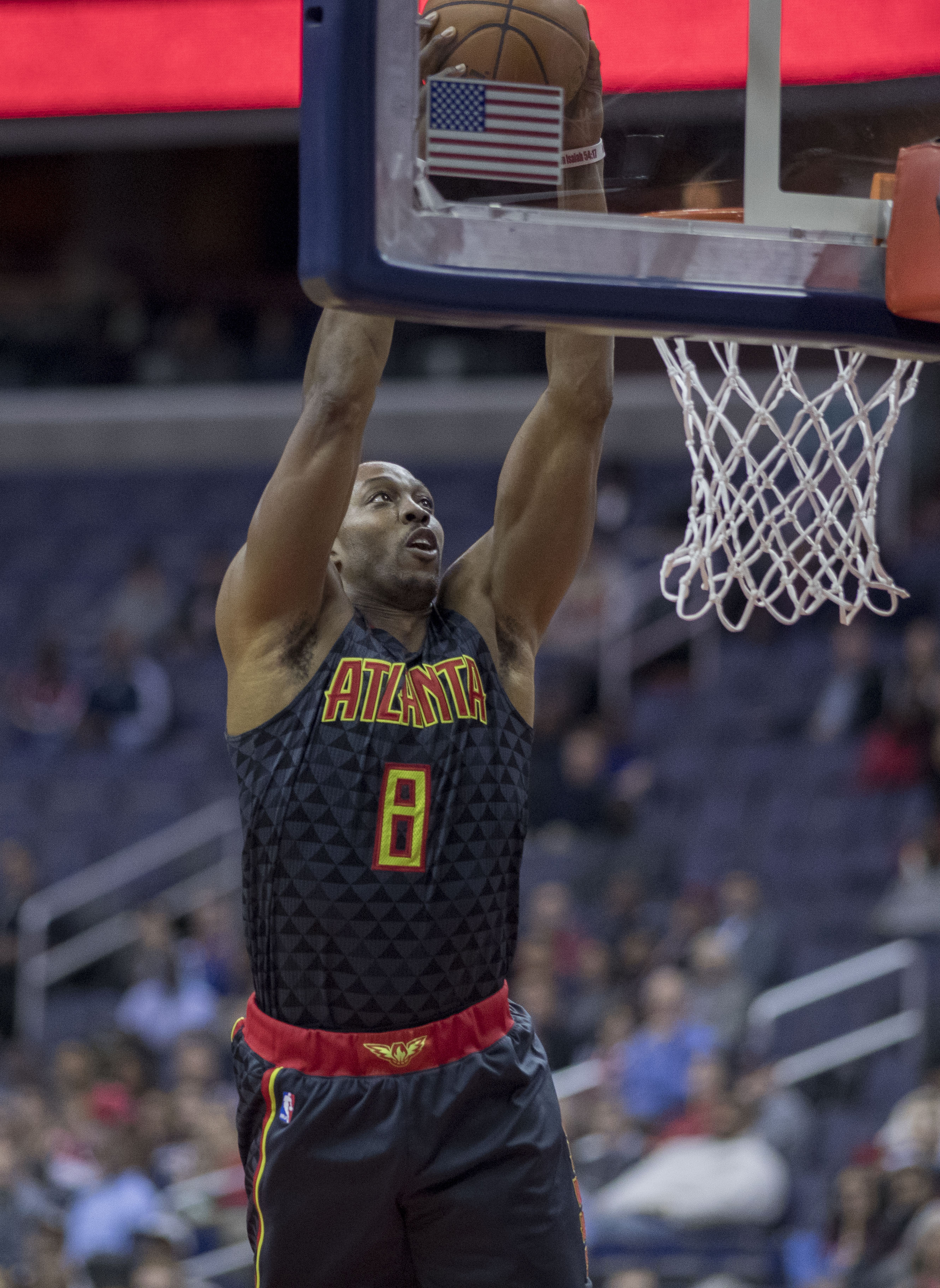
Dwight Howard in azione con la canotta degli Hawks nel 2016.

Il 2 luglio 2016 firma un contratto triennale da 70,5 milioni di dollari con gli Atlanta Hawks, facendo così ritorno nella sua città natale. In seguito al ritiro di Tim Duncan è diventato il giocatore in attività con più rimbalzi (12.089) e stoppate (1.916). Con gli Hawks nelle prime battute della stagione 2016-2017 Howard disputa delle ottime prestazioni, formando con Paul Millsap una delle migliori coppie di lunghi della lega. La sua stagione ad Atlanta è nel complesso positiva con una doppia doppia di media da 16,6 punti e 12,5 rimbalzi.

### Charlotte Hornets (2017-2018)
Il 20 giugno 2017 viene ceduto insieme alla 31ª scelta al draft 2017 agli Charlotte Hornets in cambio di Marco Belinelli, Miles Plumlee e la 41ª scelta al draft 2017. Dopo le prime quattro partite stagionali è diventato il primo giocatore degli Hornets dopo Emeka Okafor a disputare quattro partite consecutive con almeno 15 rimbalzi. Il 15 marzo 2018 ha realizzato un season-high di 33 punti nella vittoria contro gli Atlanta Hawks. Il 21 marzo realizza 32 punti e 30 rimbalzi nella vittoria contro i Brooklyn Nets, diventando l'ottavo giocatore nella storia dell'NBA a realizzare un 30-30. Ha chiuso la stagione con 53 doppie doppie, diventando il terzo giocatore dopo Wilt Chamberlain e Kareem Abdul-Jabbar a detenere record stagionali con due squadre diverse. È inoltre diventato uno dei sei giocatori ad aver mantenuto una doppia doppia di media in ognuna delle loro prime 13 stagioni in NBA.

### Washington Wizards (2018-2019)

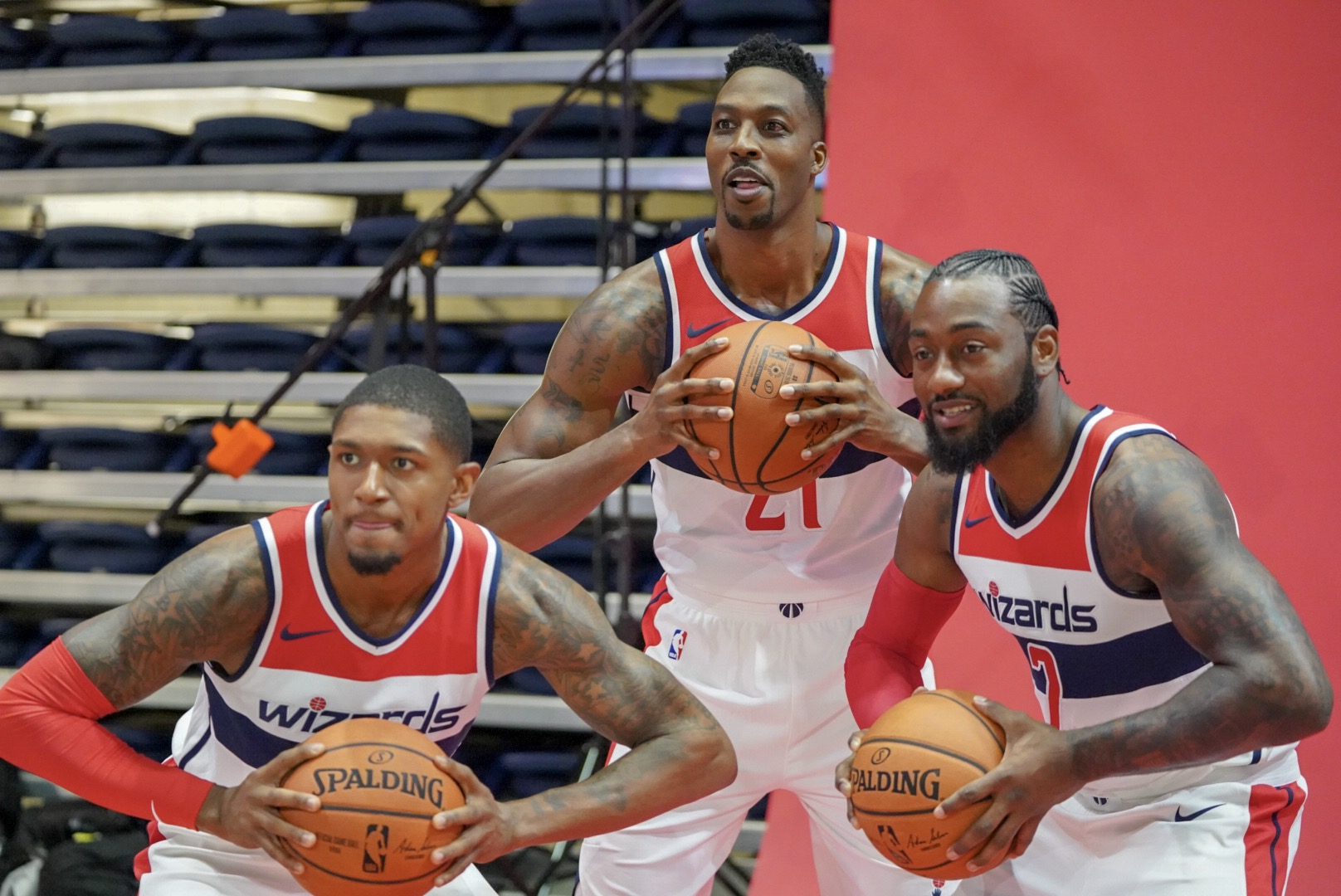
Howard (al centro) con Bradley Beal e John Wall ai Washington Wizards

Il 6 luglio 2018 viene ceduto ai Brooklyn Nets in cambio di Timofej Mozgov, due seconde scelte al draft e un compenso in denaro, ma viene tagliato immediatamente. Il 12 luglio firma un contratto annuale con opzione per il secondo con i Washington Wizards. È stato però costretto a saltare tutto il precampionato e le prime sette partite stagionali a causa di un infortunio alla schiena. Il 3 novembre 2018 fa il suo debutto con i Wizards, segnando 20 punti nella partita persa con gli Oklahoma City Thunder. Il 17 novembre successivo segna 25 punti nella sconfitta contro i Brooklyn Nets. Due giorni dopo, nella sconfitta coi Portland Trail Blazers, Howard si infortuna di nuovo, venendo costretto a terminare la stagione anzitempo. Nelle nove partite disputate a Washington ha registrato 12,8 punti, 9,2 rimbalzi e 0,4 assist a partita. Il 18 aprile 2019 esercita l'opzione per rinnovare il suo contratto con i Wizards.

### Ritorno ai Los Angeles Lakers (2019-2020)
Il 5 luglio 2019 viene ceduto ai Memphis Grizzlies in cambio di C.J. Miles; non rientrando però nei piani della franchigia del Tennessee, viene tagliato il successivo 24 agosto. Due giorni dopo firma un contratto annuale non garantito al minimo salariale con i Los Angeles Lakers, facendo così ritorno alla squadra gialloviola dopo sei anni.
Il 12 ottobre 2020 con la vittoria a gara 6 delle Finals (totale 4-2) contro i Miami Heat si laurea per la prima volta in carriera campione NBA.

### Philadelphia 76ers (2020-2021)
Durante l'offseason entra in free agency e firma successivamente per i Philadelphia 76ers per 2,6 milioni di dollari. Stranisce questa scelta dopo che quest'ultimo aveva poco prima pubblicato un tweet dopo annunciava che sarebbe rimasto a L.A, rimosso prontamente poco prima dell'annuncio della nuova firma.

### Secondo ritorno ai Los Angeles Lakers (2021-2022)
Non essendovi l'intenzione di rinnovare il contratto con i Philadelphia 76ers e, in seguito, entrando in free agency, ritorna nuovamente ai Los Angeles Lakers, siglando il secondo ritorno nella franchigia giallo-viola, dopo la vincente stagione 2019-2020.

### Taywan Beer Leopards (2022-2023)
Dopo il suo secondo anno ai Lakers, non rifirmerà durante la free-agency ma abbandonerà l'NBA per trasferirsi a Taiwan in T1 league ai Taiwan Beer Leopards (ai tempi Tayouan Leopards).

### Nazionale

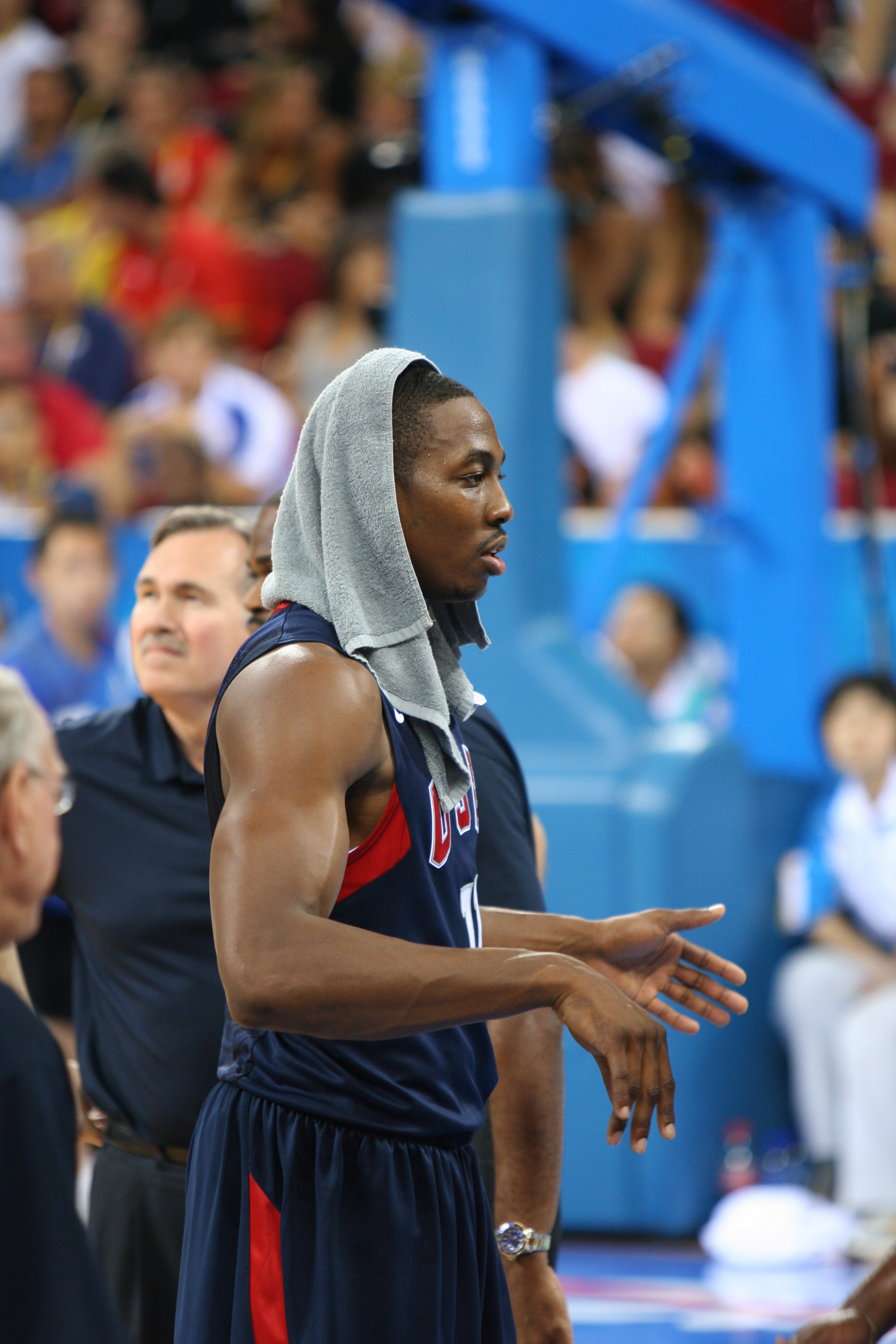
Howard a Pechino 2008 con il 'Redeem Team'

Nell'estate del 2006 è stato convocato nella Nazionale statunitense che ha partecipato al Campionato mondiale in Giappone. Due anni dopo viene convocato anche per i Giochi olimpici di Pechino 2008, dove vince la medaglia d'oro.

## Statistiche
| † | Denota le stagioni in cui ha vinto il titolo |
| * | Primo nella lega                             |

### NBA

#### Regular season
| Anno       | Squadra            | PG   | PT   | MP   | TC%   | 3P%  | TL%  | RP    | AP  | PRP | SP   | PP   |
| ---------- | ------------------ | ---- | ---- | ---- | ----- | ---- | ---- | ----- | --- | --- | ---- | ---- |
| 2004-2005  | Orlando Magic      | 82   | 82   | 32,6 | 52,0  | 0,0  | 67,1 | 10,0  | 0,9 | 0,9 | 1,7  | 12,0 |
| 2005-2006  | Orlando Magic      | 82   | 81   | 36,8 | 53,1  | 0,0  | 59,5 | 12,5  | 1,5 | 0,8 | 1,4  | 15,8 |
| 2006-2007  | Orlando Magic      | 82   | 82   | 36,9 | 60,3  | 50,0 | 58,6 | 12,3  | 1,9 | 0,9 | 1,9  | 17,6 |
| 2007-2008  | Orlando Magic      | 82   | 82   | 37,7 | 59,9  | 0,0  | 59,0 | 14,2* | 1,3 | 0,9 | 2,1  | 20,7 |
| 2008-2009  | Orlando Magic      | 79   | 79   | 35,7 | 57,2  | 0,0  | 59,4 | 13,8* | 1,4 | 1,0 | 2,9* | 20,6 |
| 2009-2010  | Orlando Magic      | 82   | 82   | 34,7 | 61,2* | 0,0  | 59,2 | 13,2* | 1,8 | 0,9 | 2,8* | 18,3 |
| 2010-2011  | Orlando Magic      | 78   | 78   | 37,5 | 59,3  | 0,0  | 59,6 | 14,1  | 1,4 | 1,4 | 2,4  | 22,9 |
| 2011-2012  | Orlando Magic      | 54   | 54   | 38,3 | 57,3  | 0,0  | 49,1 | 14,5* | 1,9 | 1,5 | 2,1  | 20,6 |
| 2012-2013  | L.A. Lakers        | 76   | 76   | 35,8 | 57,8  | 16,7 | 49,2 | 12,4* | 1,4 | 1,1 | 2,4  | 17,1 |
| 2013-2014  | Houston Rockets    | 71   | 71   | 33,7 | 59,1  | 28,6 | 54,7 | 12,2  | 1,8 | 0,8 | 1,8  | 18,3 |
| 2014-2015  | Houston Rockets    | 41   | 41   | 29,8 | 59,3  | 50,0 | 52,8 | 10,5  | 1,2 | 0,7 | 1,3  | 15,8 |
| 2015-2016  | Houston Rockets    | 71   | 71   | 32,1 | 62,0  | 0,0  | 48,9 | 11,8  | 1,4 | 1,0 | 1,6  | 13,7 |
| 2016-2017  | Atlanta Hawks      | 74   | 74   | 29,7 | 63,3  | 0,0  | 53,3 | 12,7  | 1,4 | 0,9 | 1,2  | 13,5 |
| 2017-2018  | Charlotte Hornets  | 81   | 81   | 30,4 | 55,5  | 14,3 | 57,4 | 12,5  | 1,3 | 0,6 | 1,6  | 16,6 |
| 2018-2019  | Wash. Wizards      | 9    | 9    | 25,6 | 62,3  | -    | 60,4 | 9,2   | 0,4 | 0,8 | 0,4  | 12,8 |
| 2019-2020† | L.A. Lakers        | 69   | 2    | 18,9 | 72,9  | 60,0 | 51,4 | 7,3   | 0,7 | 0,4 | 1,1  | 7,5  |
| 2020-2021  | Philadelphia 76ers | 69   | 6    | 17,3 | 58,7  | 25,0 | 57,6 | 8,4   | 0,9 | 0,4 | 0,4  | 7,0  |
| 2021-2022  | L.A. Lakers        | 60   | 27   | 16,2 | 61,2  | 53,3 | 65,8 | 5,6   | 0,6 | 0,6 | 0,6  | 6,2  |
| Carriera   | Carriera           | 1242 | 1078 | 31,8 | 58,7  | 21,4 | 56,7 | 11,8  | 1,3 | 0,9 | 1,8  | 15,7 |
| All-Star   | All-Star           | 8    | 6    | 23,3 | 64,2  | 15,4 | 45,0 | 8,8   | 1,5 | 0,6 | 1,1  | 12,1 |

#### Play-off
| Anno     | Squadra            | PG  | PT  | MP   | TC%  | 3P%  | TL%  | RP    | AP  | PRP | SP   | PP   |
| -------- | ------------------ | --- | --- | ---- | ---- | ---- | ---- | ----- | --- | --- | ---- | ---- |
| 2007     | Orlando Magic      | 4   | 4   | 41,8 | 54,8 | -    | 45,5 | 14,8  | 1,8 | 0,5 | 1,0  | 15,3 |
| 2008     | Orlando Magic      | 10  | 10  | 42,1 | 58,1 | -    | 54,2 | 15,8* | 0,9 | 0,8 | 3,4* | 18,9 |
| 2009     | Orlando Magic      | 23  | 23  | 39,3 | 60,1 | 0,0  | 63,6 | 15,3* | 1,9 | 0,9 | 2,6  | 20,3 |
| 2010     | Orlando Magic      | 14  | 14  | 35,5 | 61,4 | -    | 51,9 | 11,1  | 1,4 | 0,8 | 3,5* | 18,1 |
| 2011     | Orlando Magic      | 6   | 6   | 43,0 | 63,0 | 0,0  | 68,2 | 15,5* | 0,5 | 0,7 | 1,8  | 27,0 |
| 2013     | L.A. Lakers        | 4   | 4   | 31,5 | 61,9 | -    | 44,4 | 10,8  | 1,0 | 0,5 | 2,0  | 17,0 |
| 2014     | Houston Rockets    | 6   | 6   | 38,5 | 54,7 | -    | 62,5 | 13,7* | 1,8 | 0,7 | 2,8* | 26,0 |
| 2015     | Houston Rockets    | 17  | 17  | 33,8 | 57,7 | -    | 41,2 | 14,0* | 1,2 | 1,4 | 2,3  | 16,4 |
| 2016     | Houston Rockets    | 5   | 5   | 36,0 | 54,2 | 0,0  | 36,8 | 14,0  | 1,6 | 0,8 | 1,4  | 13,2 |
| 2017     | Atlanta Hawks      | 6   | 6   | 26,1 | 50,0 | -    | 63,2 | 10,7  | 1,3 | 1,0 | 0,8  | 8,0  |
| 2020†    | L.A. Lakers        | 18  | 7   | 15,7 | 68,4 | 50,0 | 55,6 | 4,6   | 0,5 | 0,4 | 0,4  | 5,8  |
| 2021     | Philadelphia 76ers | 12  | 0   | 12,4 | 53,3 | 0,0  | 60,0 | 6,3   | 0,7 | 0,2 | 0,5  | 4,7  |
| Carriera | Carriera           | 125 | 102 | 31,6 | 58,9 | 14,3 | 54,8 | 11,8  | 1,2 | 0,8 | 2,0  | 15,3 |

#### Massimi in carriera
- Massimo di punti: 46 vs Atlanta Hawks (16 aprile 2011)[14]
- Massimo di rimbalzi: 30 vs Brooklyn Nets (21 marzo 2018)
- Massimo di assist: 7 (4 volte)
- Massimo di palle rubate: 5 (5 volte)
- Massimo di stoppate: 10 vs Oklahoma City Thunder (12 novembre 2008)
- Massimo di minuti giocati: 51 vs Boston Celtics (28 marzo 2007)

## Palmarès
- Campionato NBA: 1

Los Angeles Lakers: 2020
- NBA All-Rookie Team:

First Team: 2005
- NBA Defensive Player of the Year Award: 3

2009, 2010, 2011
- Miglior rimbalzista della stagione NBA: 5

2008, 2009, 2010, 2012, 2013
- Miglior stoppatore della stagione NBA: 2

2009, 2010
- Squadre All-NBA: 8

First Team: 2008, 2009, 2010, 2011, 2012
Second Team: 2014
Third Team: 2007, 2013
- Squadre All-Defensive: 5

First Team: 2009, 2010, 2011, 2012
Second Team: 2008
- Migliore nella percentuale di tiro NBA (2010)
- Convocazioni all'NBA All-Star Game: 8

2007, 2008, 2009, 2010, 2011, 2012, 2013, 2014
- NBA Slam Dunk Contest: 2008
- Primo in schiacciate totali per la stagione 2005-06
- Leader nella regular season per rimbalzi totali: 2006 (1.022), 2007 (1.008), 2008 (1.161), 2009 (1.093), 2010 (1.082), 2012 (785)
- 6 volte maggior numero di rimbalzi difensivi in stagione NBA (record)
- Record di stoppate in una gara delle finali: 9
- Più giovane giocatore a raggiungere i 3000 rimbalzi in carriera
- McDonald's All-American Game: 2004
- Decimo miglior rimbalzista di sempre NBA
- Tredicesimo miglior stoppatore di sempre NBA
- Record di tiri liberi tentati in una partita (39)[15]
- Il 24 gennaio 2012 diventa il miglior marcatore di sempre degli Orlando Magic, mettendo a referto (contro gli Indiana Pacers) 14 punti e salendo a quota 10657 totali in carriera[16]
- Inserito nella Naismith Memorial Basketball Hall of Fame nel 2025

### Nazionale
- Medaglia di bronzo ai Mondiali 2006
- Medaglia d'oro ai Giochi olimpici di Pechino 2008